# One Piece
One Piece  (ワンピース Wan Pīsu) (cách điệu bằng cách viết hoa tất cả các chữ cái), từng được xuất bản tại Việt Nam với tên gọi Đảo Hải Tặc,  là một bộ truyện tranh Nhật Bản do Eiichiro Oda sáng tác và minh họa. Bộ truyện đã được đăng nhiều kỳ trên tạp chí shōnen manga của Shueisha từ tháng 7 năm 1997, với các chương được biên soạn thành 112 tập tankōbon tính đến tháng 7 năm 2025. Bộ truyện kể về cuộc phiêu lưu của Monkey D. Luffy và thủy thủ đoàn của cậu, Băng hải tặc Mũ Rơm, khi cậu khám phá Đại Hải Trình để tìm kiếm kho báu huyền thoại được gọi là "One Piece" để trở thành Vua hải tặc tiếp theo.
Bộ truyện tranh đã tạo ra một nhượng quyền truyền thông, đã được chuyển thể thành phim lễ hội bởi Production I.G, và một series anime bởi Toei Animation, bắt đầu phát sóng vào năm 1999. Ngoài ra, Toei đã phát triển 14 phim hoạt hình dài tập, một OVA và 13 chương trình truyền hình đặc biệt. Một số công ty đã phát triển nhiều loại hàng hóa và phương tiện truyền thông, chẳng hạn như trò chơi thẻ bài và nhiều trò chơi điện tử. Bộ truyện tranh đã được cấp phép phát hành bằng tiếng Anh tại Bắc Mỹ và Vương quốc Anh bởi Viz Media và tại Úc bởi Madman Entertainment. Bộ anime này đã được cấp phép bởi 4Kids Entertainment để phát hành bằng tiếng Anh tại Bắc Mỹ vào năm 2004 trước khi giấy phép bị hủy bỏ và sau đó được Funimation mua lại vào năm 2007. Netflix đã phát hành một phiên bản chuyển thể người đóng vào năm 2023.
One Piece đã nhận được nhiều lời khen ngợi về cách kể chuyện, xây dựng thế giới, nghệ thuật, đặc điểm nhân vật và sự hài hước. Bộ truyện đã nhận được nhiều giải thưởng và được các nhà phê bình, nhà phê bình và độc giả xếp hạng là một trong những bộ manga hay nhất mọi thời đại. Đến tháng 8 năm 2022, bộ truyện đã bán được hơn 516,6 triệu bản tại 61 quốc gia và khu vực trên toàn thế giới, khiến nó trở thành bộ manga bán chạy nhất trong lịch sử, và loạt truyện tranh bán chạy nhất được in thành một tập sách. Một số tập truyện tranh đã phá vỡ các kỷ lục xuất bản, bao gồm cả kỷ lục về số lượng bản in ban đầu cao nhất của bất kỳ cuốn sách nào tại Nhật Bản. Vào năm 2015 và 2022, One Piece đã lập Kỷ lục Guinness Thế giới về "số lượng bản sao được xuất bản nhiều nhất cho cùng một bộ truyện tranh của một tác giả". Đây là bộ truyện tranh bán chạy nhất trong 11 năm liên tiếp từ 2008 đến 2018 và là bộ truyện tranh duy nhất có số lượng bản in ban đầu trên 3 triệu bản liên tục trong hơn 10 năm, cũng như là bộ truyện tranh duy nhất đạt được hơn 1 triệu bản được bán ra trong tất cả hơn 100 tập tankōbon đã xuất bản. One Piece là bộ truyện tranh duy nhất có số tập đứng đầu hàng năm trên bảng xếp hạng truyện tranh hàng tuần của Oricon kể từ năm 2008.

## Tóm tắt

### Bối cảnh
Thế giới của One Piece có con người và các chủng tộc khác như người lùn (có kích thước gần giống tiên), người khổng lồ, merfolk, người cá, bộ lạc chân dài, người cổ dài được gọi là bộ lạc Snakeneck và người động vật (được gọi là "Minks"). Thế giới được quản lý bởi một tổ chức liên lục địa được gọi là Chính Phủ Thế Giới, bao gồm hàng chục quốc gia thành viên. Hải Quân là lực lượng quân sự trên biển của Chính Phủ Thế Giới, bảo vệ các vùng biển đã biết khỏi cướp biển và những tên tội phạm khác. Ngoài ra còn có Cipher Pol là một nhóm các cơ quan trong Chính Phủ Thế Giới đóng vai trò là cảnh sát mật của họ. Trong khi cướp biển là những đối thủ chính của Chính phủ, những kẻ thách thức sự cai trị của họ là Quân Cách mạng, những kẻ tìm cách lật đổ họ. Mâu thuẫn chính của bộ truyện là Chính Phủ Thế giới và lực lượng của họ chống lại cướp biển. Bộ truyện thường nhấn mạnh sự mơ hồ về mặt đạo đức đối với danh hiệu "hải tặc", bao gồm cả những kẻ phản diện tàn ác, nhưng cũng bao gồm bất kỳ cá nhân nào không tuân theo sự cai trị độc đoán của Chính Phủ Thế Giới—và thường mơ hồ về mặt đạo đức. Thế giới One Piece cũng có những điều siêu nhiên như Trái ác quỷ, là những loại trái cây bí ẩn có thể ban cho bất kỳ ai ăn chúng sức mạnh biến hình nhưng phải trả giá bằng việc bị yếu đi trong các vùng nước, khiến họ mất khả năng bơi lội. Một sức mạnh siêu nhiên khác là Haki, giúp người sử dụng tăng cường ý chí, khả năng quan sát và chiến đấu, và là một trong số ít phương pháp hiệu quả có thể gây tổn hại đến cơ thể của một số người sử dụng Trái Ác Quỷ.
Bản thân thế giới bao gồm hai đại dương rộng lớn được chia cắt bởi một dãy núi lớn gọi là Hồng Tuyến. Bên trong đại dương là một hiện tượng toàn cầu thứ hai được gọi là Đại Hải Trình, là một vùng biển chạy vuông góc với Hồng Tuyến và được giới hạn bởi Vành đai tĩnh lặng, những vùng nước tĩnh đầy rẫy những con quái vật khổng lồ ăn thịt tàu được gọi là Hải Vương. Những rào cản địa lý này chia thế giới thành bốn biển: North Blue, East Blue, West Blue, và South Blue. Do đó, việc đi lại giữa bốn biển và Đại Hải Trình rất khó khăn. Các đặc điểm độc đáo và huyền bí cho phép vận chuyển giữa các biển, chẳng hạn như sử dụng Đá Biển được các tàu của chính phủ sử dụng để che giấu sự hiện diện của họ khi đi qua Vành Đai Tĩnh Lặng hoặc Núi Đảo Nghịch nơi nước từ bốn biển chảy ngược lên dốc trước khi hòa vào một kênh đào chảy xiết và nguy hiểm đi vào Đại Hải Trình. Bản thân Đại Hải Trình được chia thành hai nửa riêng biệt với Hồng Tuyến nằm giữa là Thiên Đường và Tân Thế Giới.
Bản mẫu:Danh sách arc One Piece

### Tiền đề
Bộ truyện tập trung vào Monkey D. Luffy—một chàng trai trẻ có sức mạnh từ cao su sau khi vô tình ăn phải Trái Ác Quỷ Gomu-Gomu—người đã lên đường từ East Blue để tìm kho báu cuối cùng của Vua Hải Tặc Gol D. Roger đã khuất được gọi là "One Piece", và tiếp quản danh hiệu trước đây của ông. Luffy giương buồm trở thành thuyền trưởng của Băng Hải Tặc Mũ Rơm, và được tham gia bởi Roronoa Zoro, một kiếm sĩ và cựu thợ săn tiền thưởng; Nami, một miêu tặc và hoa tiêu bị ám ảnh bởi tiền; Usopp, một tay bắn tỉa và kẻ nói dối bệnh hoạn; và Sanji, một đầu bếp đa tình nhưng hào hiệp. Họ có được một con tàu, Going Merry—sau đó được thay thế bằng Thousand Sunny—và tham gia vào các cuộc đối đầu với những tên hải tặc khét tiếng. Khi Luffy và phi hành đoàn của mình bắt đầu cuộc phiêu lưu, những người khác tham gia phi hành đoàn sau này trong loạt truyện, bao gồm Tony Tony Chopper, một bác sĩ tuần lộc được nhân cách hóa; Nico Robin, một nhà khảo cổ học và cựu sát thủ Baroque Works; Franky, một thợ đóng tàu cyborg; Brook, một nhạc công dạng bộ xương và kiếm sĩ; và Jimbei, một người cá dạng cá mập voi và cựu thành viên Thất Vũ Hải trở thành người lái tàu của họ. Cùng nhau, họ chạm trán với những tên hải tặc khác, thợ săn tiền thưởng, các tổ chức tội phạm, những người cách mạng, điệp viên bí mật, nhà khoa học, những người lính của Chính Phủ Thế Giới có đạo đức mơ hồ, cùng nhiều bạn bè và kẻ thù khác, khi họ lênh đênh trên biển để theo đuổi ước mơ của mình.

## Sản xuất

### Concept và sáng tạo
Sự yêu thích của Oda Eiichiro đối với hải tặc bắt đầu từ thời thơ ấu của ông, khi xem loạt phim hoạt hình Vicky the Viking, điều này đã truyền cảm hứng cho ông muốn vẽ một bộ truyện tranh về hải tặc. Việc đọc tiểu sử cướp biển đã ảnh hưởng đến Oda khi kết hợp các đặc điểm của cướp biển ngoài đời thực vào nhiều nhân vật trong One Piece; ví dụ, nhân vật Marshall D. Teach dựa trên và được đặt tên theo tên cướp biển trong lịch sử Edward "Râu Đen" Teach. Ngoài lịch sử cướp biển, nguồn ảnh hưởng lớn nhất của Oda là Akira Toriyama và bộ truyện Dragon Ball, một trong những bộ manga yêu thích của ông.
Trong khi làm trợ lý cho Watsuki Nobuhiro, Oda bắt đầu viết One Piece vào năm 1996. Nó bắt đầu như hai câu chuyện one-shot có tựa đề Romance Dawn—sau này được dùng làm tiêu đề cho chương và tập đầu tiên của One Piece. Cả hai đều có nhân vật Luffy và bao gồm các yếu tố sẽ xuất hiện sau này trong loạt truyện chính. Truyện ngắn đầu tiên trong số này được xuất bản vào tháng 8 năm 1996 trong tạp chí Akamaru Jump của Shueisha, và được tái bản vào năm 2002 trong sách hướng dẫn One Piece Red. Truyện thứ hai được xuất bản trong số 41 của Weekly Shōnen Jump vào tháng 9 năm 1996, và được tái bản vào năm 1998 trong tuyển tập truyện ngắn của Oda, Wanted! Trong một cuộc phỏng vấn với TBS, Takanori Asada, biên tập viên gốc của One Piece, tiết lộ rằng bộ manga đã bị Weekly Shōnen Jump từ chối ba lần trước khi họ đồng ý xuất bản bộ truyện. Torishima Kazuhiko, Sau đó, tổng biên tập tạp chí giải thích rằng họ đã tranh luận trong hai giờ về việc có nên đăng truyện One Piece hay không. Mặc dù thừa nhận rằng tác phẩm này có tiềm năng, ông lại là một trong những người phản đối tác phẩm này vì nó "chưa hoàn thiện". Nhưng cuối cùng Torishima đã chấp thuận đăng truyện nhiều kỳ vì Asada quá "thật thà đến mức khó chịu" đến nỗi một biên tập viên khác cho rằng cả Oda và Asada sẽ phải thất vọng nếu truyện bị từ chối vào thời điểm đó.

### Phát triển
Nguồn cảm hứng chính của Oda cho khái niệm Trái Ác Quỷ là Doraemon; Khả năng và cách sử dụng của Trái Ác Quỷ phản ánh cuộc sống hàng ngày của Oda và những tưởng tượng cá nhân của ông, tương tự như các bảo bối của Doraemon, chẳng hạn như Trái Gomu-Gomu được lấy cảm hứng từ sự lười biếng của Oda. Khi thiết kế hình dáng bên ngoài của Trái Ác Quỷ, Oda nghĩ đến thứ gì đó có thể thỏa mãn ham muốn của con người; ông nói thêm rằng ông không thấy lý do gì để vẽ Trái Ác Quỷ trừ khi hình dáng của trái cây đó đủ hấp dẫn để người ta ăn nó. Tên của nhiều đòn tấn công đặc biệt, cũng như các khái niệm khác trong manga, bao gồm một dạng chơi chữ trong đó các cụm từ được viết bằng kanji được ghép với một cách đọc kỳ quặc. Tên của một số kỹ thuật của nhân vật thường được trộn lẫn với các ngôn ngữ khác và tên của một số kỹ thuật kiếm của Zoro được thiết kế như trò đùa; chúng trông đáng sợ khi đọc bằng mắt nhưng nghe giống như các loại thức ăn khi đọc to. Ví dụ, động tác đặc trưng của Zoro là Onigiri, được viết là demon cut nhưng phát âm giống như cơm nắm trong tiếng Nhật. Eisaku Inoue, đạo diễn hoạt hình, cho biết những người sáng tạo không sử dụng những cách đọc kanji này trong anime vì chúng "có thể làm giảm đi một nửa tiếng cười". Tuy nhiên, Konosuke Uda, đạo diễn, cho biết ông tin rằng những người sáng tạo đã "làm cho bộ anime khá sát với manga".
Oda rất "nhạy cảm" về cách tác phẩm của mình sẽ được dịch. Trong nhiều trường hợp, phiên bản tiếng Anh của manga One Piece sử dụng một từ tượng thanh cho nhiều từ tượng thanh được sử dụng trong phiên bản tiếng Nhật. Ví dụ, "saaa" (âm thanh của mưa nhẹ, gần với sương mù) và "zaaa" (âm thanh của mưa như trút nước) đều được dịch là "fshhhhhhh". Không giống như những họa sĩ manga khác, Oda tự vẽ mọi thứ chuyển động để tạo ra diện mạo nhất quán trong khi để đội ngũ nhân viên của mình vẽ bối cảnh dựa trên những bản phác thảo mà ông đã vẽ. Khối lượng công việc này buộc ông phải duy trì tốc độ sản xuất chặt chẽ, bắt đầu từ năm giờ sáng cho đến hai giờ sáng ngày hôm sau, chỉ có thời gian nghỉ ngắn để ăn. Chương trình làm việc của Oda bao gồm ba ngày đầu tuần dành riêng cho việc viết kịch bản phân cảnh và thời gian còn lại để tô mực cho các khung và tô màu có thể. Khi một độc giả hỏi Nami yêu ai, Oda trả lời rằng hầu như không có chuyện tình cảm nào trong băng của Luffy. Tác giả cũng giải thích rằng ông cố tình tránh đưa chúng vào One Piece vì bộ truyện là một shōnen manga và những chàng trai đọc nó không quan tâm đến những câu chuyện tình yêu.

### Kết luận
Năm 2006, Oda tuyên bố rằng ban đầu ông dự định "One Piece" sẽ kéo dài năm năm và ông đã lên kế hoạch cho phần kết. Tuy nhiên, ông thấy rằng sẽ mất nhiều thời gian hơn dự kiến vì Oda nhận ra rằng ông quá thích câu chuyện này để kết thúc nó trong khoảng thời gian đó. Vào năm 2016, mười chín năm sau khi bắt đầu đăng truyện, tác giả cho biết bộ manga đã đi được 65% câu chuyện mà ông dự định kể. Vào tháng 7 năm 2018, nhân dịp kỷ niệm 21 năm ra mắt One Piece, Oda cho biết manga đã đi được 80% cốt truyện. Trong một chương trình truyền hình đặc biệt phát sóng tại Nhật Bản vào tháng 1 năm 2019, Oda cho biết "One Piece" đang trên đường đi đến hồi kết, nhưng sẽ vượt quá tập thứ 100, đồng thời bình luận rằng ông sẵn sàng thay đổi cái kết nếu người hâm mộ có thể dự đoán được. Khi được hỏi liệu kho báu có phải là "trái phiếu gia đình" hay không, Oda trả lời: "Không, tôi ghét thứ đó", nhắc đến đoạn kết của The Wizard of Oz và tuyên bố rằng ông không thích những câu chuyện mà phần thưởng của cuộc phiêu lưu chính là cuộc phiêu lưu đó, mà chọn một câu chuyện mà việc đi lại là quan trọng, nhưng mục tiêu thậm chí còn quan trọng hơn. Vào tháng 8 năm 2019, Oda cho biết, theo dự đoán của ông, manga sẽ kết thúc sau 5 năm nữa. Tuy nhiên, Oda tuyên bố rằng kết thúc sẽ là điều anh đã quyết định ngay từ đầu; anh quyết tâm thực hiện đến cùng. Vào tháng 8 năm 2020, Shueisha đã thông báo trong ấn bản thứ 35 của tạp chí Weekly Shōnen Jump rằng One Piece đang "hướng tới saga cuối cùng sắp tới". Vào ngày 4 tháng 1 năm 2021, One Piece đã đạt đến chương thứ 1000. Vào tháng 6 năm 2022, Oda thông báo rằng manga sẽ tạm nghỉ một tháng để chuẩn bị cho lễ kỷ niệm 25 năm ra mắt và saga cuối cùng, bắt đầu bằng việc phát hành chương 1054.

## Truyền thông

### Manga
Được viết và minh họa bởi Eiichiro Oda, One Piece đã được Shueisha đăng nhiều kỳ trong tuyển tập shōnen manga Weekly Shōnen Jump kể từ ngày 22 tháng 7 năm 1997. Shueisha đã tập hợp các chương của mình thành từng tập tankōbon. Tập đầu tiên được phát hành vào ngày 24 tháng 12 năm 1997. Tính đến ngày 4 tháng 7 năm 2025, tổng cộng đã có 112 tập được phát hành.
Bản dịch tiếng Anh đầu tiên của One Piece được Viz Media phát hành vào tháng 11 năm 2002, nơi đã xuất bản các chương truyện trong tuyển tập manga Shonen Jump, và sau đó được tập hợp thành các tập từ ngày 30 tháng 6 năm 2003. Năm 2009, Viz thông báo sẽ phát hành năm tập mỗi tháng trong nửa đầu năm 2010 để bắt kịp với việc đăng nhiều kỳ tại Nhật Bản. Sau khi ngừng phát hành tạp chí in Shonen Jump, Viz bắt đầu phát hành One Piece theo từng chương trên tạp chí kỹ thuật số kế nhiệm là Weekly Shonen Jump vào ngày 30 tháng 1 năm 2012. Sau khi tạp chí kỹ thuật số Weekly Shonen Jump bị hủy vào tháng 12 năm 2018, Viz Media bắt đầu đồng thời xuất bản One Piece thông qua dịch vụ Shonen Jump của mình và bởi Shueisha thông qua Manga Plus, vào tháng 1 năm 2019.
Tại Vương quốc Anh, các tập truyện được xuất bản bởi Gollancz Manga, bắt đầu từ tháng 3 năm 2006, cho đến khi Viz Media tiếp quản sau tập thứ mười bốn. Tại Úc và New Zealand, các tập tiếng Anh đã được Madman Entertainment phát hành kể từ ngày 10 tháng 11 năm 2008.

#### Các series spin-off và crossover
Oda đã hợp tác với Akira Toriyama để tạo ra một tác phẩm crossover duy nhất giữa One Piece và Dragon Ball của Toriyama. Với tựa đề Cross Epoch, tác phẩm one-shot này được xuất bản trên tạp chí Weekly Shōnen Jump số ra ngày 25 tháng 12 năm 2006 và tạp chí tiếng Anh Shonen Jump số ra tháng 4 năm 2011. Oda đã hợp tác với Mitsutoshi Shimabukuro, tác giả của Toriko, cho ra mắt một one-shot crossover của bộ truyện của họ có tựa đề Taste of the Devil Fruit (実食! 悪魔の実!! Jitsushoku! Akuma no Mi!!, n.đ. 'The True Food! Devil Fruit!!'), phát hành trên Weekly Shōnen Jump vào ngày 4 tháng 4, 2011. Series spin-off One Piece Party (ワンピースパーティー Wan Pīsu Pātī), được viết bởi Ei Andō theo phong cách nghệ thuật chibi, bắt đầu đăng nhiều kỳ trên Saikyō Jump vào ngày 5 tháng 12 năm 2011. Chương cuối cùng của truyện đã được xuất bản trên Shōnen Jump+ vào ngày 2 tháng 2 năm 2021.

### Anime

#### Phim lễ hội và video hoạt hình gốc
One Piece: Defeat Him! The Pirate Ganzack! được sản xuất bởi Production I.G cho Jump Super Anime Tour năm 1998 và được đạo diễn bởi Gorō Taniguchi. Luffy, Nami và Zoro bị một con quái vật biển tấn công, phá hủy thuyền của họ và chia cắt họ. Luffy được tìm thấy trên một bãi biển đảo, nơi anh cứu một bé gái, Medaka, khỏi hai tên cướp biển. Tất cả dân làng, bao gồm cả cha của Medaka, đã bị Ganzack và thủy thủ đoàn của hắn bắt cóc và buộc phải lao động. Sau khi nghe tin Ganzack cũng đã lấy trộm hết thức ăn, Luffy và Zoro vội vã chạy ra ngoài để lấy lại. Khi họ chiến đấu với bọn cướp biển, một trong số chúng đã bắt cóc Medaka. Một cuộc chiến bắt đầu giữa Luffy và Ganzack, kết thúc bằng việc bắt giữ Luffy. Trong khi đó, Zoro buộc phải bỏ cuộc sau khi có lời đe dọa giết tất cả dân làng. Họ nổi dậy chống lại Ganzack, và trong khi người dân đảo và cướp biển chiến đấu, Nami mở khóa ba người bị bắt. Ganzack đánh bại cuộc nổi loạn và tiết lộ tàu chiến bọc thép của mình. Băng hải tặc Mũ Rơm buộc phải chiến đấu với Ganzack một lần nữa để ngăn hắn phá hủy hòn đảo.
Phim thứ 2, One Piece: Romance Dawn Story, được sản xuất bởi Toei Animation vào tháng 7 năm 2008 cho Jump Super Anime Tour. Phim dài 34 phút và dựa trên phiên bản đầu tiên của Romance Dawn. Nó bao gồm băng hải tặc Mũ Rơm cho đến Brook và con tàu thứ hai của họ, Thousand Sunny. Trong quá trình tìm kiếm thức ăn cho thủy thủ đoàn của mình, Luffy đến một cảng sau khi đánh bại một tên cướp biển tên là Crescent Moon Gally trên đường đi. Ở đó, anh gặp một cô gái tên là Silk, người bị bọn cướp biển tấn công bỏ rơi khi còn là một đứa trẻ và được thị trưởng nuôi dưỡng. Quá trình nuôi dạy của cô khiến cô coi trọng thị trấn như "kho báu" của mình. Dân làng nhầm Luffy với Gally và bắt anh ta ngay khi Gally thực sự trở về. Gally ném Luffy xuống nước và lên kế hoạch phá hủy thị trấn, nhưng Silk đã cứu anh ta và Luffy đuổi theo Gally. Thủy thủ đoàn của anh ta đến để giúp anh ta, và với sự giúp đỡ của họ, anh ta đã lấy lại được kho báu cho thị trấn, kiếm được thức ăn và phá hủy con tàu của Gally. Bộ phim sau đó được phát hành dưới dạng DVD ba phần với Dragon Ball: Yo! Son Goku and His Friends Return!! và Tegami Bachi: Light and Blue Night, chỉ có thông qua ưu đãi gửi qua thư dành riêng cho cư dân Nhật Bản.
OVA One Piece Film Strong World: Episode 0 chuyển thể từ manga đặc biệt "Chapter 0", cho thấy mọi thứ diễn ra như thế nào trước và sau cái chết của Roger. Phim được phát hành giới hạn ba nghìn đĩa DVD với sự hợp tác với thương hiệu House Foods.

#### Phim truyền hình 1999
Một bộ phim truyền hình chuyển thể anime do Toei Animation sản xuất đã ra mắt trên Fuji Television vào ngày 20 tháng 10 năm 1999; loạt phim đã đạt đến tập thứ 1.000 vào tháng 11 năm 2021.

##### Phim chiếu rạp
Mười bốn bộ phim hoạt hình chiếu rạp do Toei Animation sản xuất dựa trên loạt phim One Piece đã được phát hành. Các bộ phim thường được phát hành vào tháng 3 để trùng với kỳ nghỉ xuân của các trường học Nhật Bản. Các bộ phim có cốt truyện hoàn toàn độc lập, nguyên bản hoặc kể lại các vòng cung câu chuyện xen kẽ với hoạt hình có chất lượng cao hơn so với những gì anime hàng tuần cho phép. Ba bộ phim đầu tiên thường là phim đôi được ghép nối với các phim anime khác và do đó thường dài một giờ hoặc ít hơn. Bản thân các bộ phim có sự mâu thuẫn về cả trình tự thời gian và thiết kế khiến chúng không tương thích với một sự liên tục duy nhất. Funimation đã cấp phép cho các bộ phim thứ tám, thứ mười và thứ mười hai để phát hành tại Bắc Mỹ và các bộ phim này đã được công ty lồng tiếng nội bộ.

#### Phim hoạt hình gốc sắp ra mắt
Vào tháng 12 năm 2023 tại sự kiện Jump Festa '24, đã có thông báo rằng Wit Studio sẽ sản xuất một bản làm lại của series ONA cho Netflix, bắt đầu từ cốt truyện East Blue, để kỷ niệm 25 năm ra mắt bộ anime gốc. Phiên bản làm lại sẽ có tựa đề The One Piece. Phim sẽ được đạo diễn bởi Masashi Koizuka, với Hideaki Abe làm trợ lý đạo diễn, và Kyoji Asano và Takatoshi Honda là nhà thiết kế nhân vật và giám đốc hoạt hình chính. Yasuhiro Kajino sẽ phụ trách bảng hình ảnh và thiết kế sinh vật, và Eri Taguchi sẽ phụ trách thiết kế đạo cụ. Taku Kishimoto sẽ phụ trách kịch bản phim, và Ken Imaizumi và Shuhei Fukuda sẽ đảm nhiệm vai trò họa sĩ hoạt hình hành động. Tomonori Kuroda sẽ là giám đốc nghệ thuật, và Ryōma Kawamura sẽ là nhà sản xuất hoạt hình.

### Loạt phim người đóng
Vào ngày 21 tháng 7 năm 2017, tổng biên tập của Weekly Shōnen Jump Hiroyuki Nakano đã thông báo rằng Tomorrow Studios (sự hợp tác giữa Marty Adelstein và ITV Studios) và Shueisha sẽ bắt đầu sản xuất phiên bản truyền hình chuyển thể từ bộ truyện tranh One Piece của Eiichiro Oda như một phần trong lễ kỷ niệm 20 năm ra mắt bộ truyện. Eiichiro Oda đảm nhiệm vai trò nhà sản xuất điều hành cho loạt phim cùng với CEO của Tomorrow Studios là Adelstein và Becky Clements. Bộ truyện được cho là sẽ bắt đầu với arc East Blue.
Vào tháng 1 năm 2020, Oda tiết lộ rằng Netflix đã đặt hàng mùa đầu tiên gồm mười tập. Vào ngày 19 tháng 5 năm 2020, nhà sản xuất Marty Adelstein đã tiết lộ trong một cuộc phỏng vấn với SyFy Wire rằng bộ phim ban đầu được lên lịch quay tại Cape Town vào khoảng tháng 8, nhưng sau đó đã bị hoãn lại đến khoảng tháng 9 do COVID-19. Ông cũng tiết lộ rằng, trong cùng một cuộc phỏng vấn, cả mười kịch bản đã được viết xong cho bộ phim và họ dự kiến sẽ bắt đầu tuyển diễn viên vào khoảng tháng 6. Tuy nhiên, nhà sản xuất điều hành Matt Owens tuyên bố vào tháng 9 năm 2020 rằng quá trình tuyển diễn viên vẫn chưa bắt đầu.
Vào tháng 3 năm 2021, quá trình sản xuất bắt đầu lại với việc người dẫn chương trình Steven Maeda tiết lộ rằng tên mã của loạt phim là Project Roger. Vào tháng 11 năm 2021, có thông báo rằng dàn diễn viên cho bộ phim bao gồm Iñaki Godoy trong vai Monkey D. Luffy, Mackenyu trong Roronoa Zoro, Emily Rudd trong vai Nami, Jacob Romero Gibson trong vai Usopp và Taz Skylar trong vai Sanji. Vào tháng 3 năm 2022, Netflix đã thêm Morgan Davies vào vai Koby, Ilia Isorelýs Paulino vào vai Alvida, Aidan Scott vào vai Helmeppo, Jeff Ward vào vai Buggy, McKinley Belcher III vào vai Arlong, Vincent Regan vào vai Garp và Peter Gadiot vào vai Shanks vào dàn diễn viên trong các vai diễn định kỳ.
Loạt phim được cả người hâm mộ và giới phê bình đón nhận tích cực. Vào ngày 15 tháng 9 năm 2023, Oda tiết lộ rằng loạt phim đã được gia hạn cho mùa thứ hai.

### Trò chơi điện tử
Nhượng quyền thương mại One Piece đã được chuyển thể thành nhiều trò chơi điện tử do các công ty con của Bandai phát hành và sau đó là một phần của Bandai Namco Entertainment. Các trò chơi đã được phát hành trên nhiều loại trò chơi điện tử, máy chơi trò chơi cầm tay và thiết bị di động. Các trò chơi điện tử có trò chơi nhập vai và trò chơi đối kháng, chẳng hạn như tựa game của loạt game Grand Battle!. Series ra mắt vào ngày 19 tháng 7 năm 2000, với From TV Animation – One Piece: Become the Pirate King!. Hơn bốn mươi trò chơi đã được sản xuất dựa trên nhượng quyền thương mại này. Ngoài ra, các nhân vật và bối cảnh của One Piece đã xuất hiện trong nhiều trò chơi crossover Shonen Jump, chẳng hạn Battle Stadium D.O.N, Jump Super Stars, Jump Ultimate Stars, J-Stars Victory VS và Jump Force.

### Âm nhạc
Nhạc phim đã được phát hành dựa trên các bài hát đã ra mắt trong loạt phim. Kohei Tanaka và Shiro Hamaguchi sáng tác nhạc phim One Piece. Nhiều bài hát chủ đề và ca khúc nhân vật đã được phát hành tổng cộng 51 đĩa đơn. Tám album tổng hợp và mười bảy CD nhạc phim đã được phát hành với các bài hát và chủ đề được giới thiệu trong bộ truyện. Vào ngày 11 tháng 8 năm 2019, có thông báo rằng nhóm nhạc Sakuramen đang hợp tác với Kohei Tanaka để sáng tác nhạc cho cốt truyện "Wano Country" của anime.

### Light novel
Một loạt light novel được xuất bản dựa trên bộ phim đầu tiên của lễ hội, một số tập phim truyền hình anime và tất cả ngoại trừ bộ phim truyện đầu tiên. Chúng có hình minh họa của Oda và được viết bởi Tatsuya Hamasaki. Cuốn tiểu thuyết đầu tiên trong số này, One Piece: Đánh bại tên cướp biển Ganzak! được phát hành vào ngày 3 tháng 6 năm 1999. One Piece: Logue Town Chapter ra mắt vào ngày 17 tháng 7 năm 2000, chuyển thể từ cốt truyện Logue Town của loạt phim hoạt hình truyền hình. Bộ phim truyện đầu tiên được chuyển thể là Chuyến phiêu lưu trên Đảo Máy đồng hồ vào ngày 19 tháng 3 năm 2001. Light novel thứ hai và cũng là cuối cùng cho đến nay chuyển thể từ một series anime truyền hình, One Piece: Thousand-year Dragon Legend, được xuất bản vào ngày 25 tháng 12 năm 2001. Bản chuyển thể của Vương quốc Chopper trên đảo thú lạ được phát hành vào ngày 22 tháng 3 năm 2002, và Dead End Adventure vào ngày 10 tháng 3 năm 2003. Curse of the Sacred Sword phát hành vào ngày 22 tháng 3 năm 2004, và Nam tước Omatsuri và hòn đảo bí mật vào ngày 14 tháng 3 năm 2005. Cuốn light novel Tên lính máy khổng lồ trong lâu đài Karakuri được phát hành vào ngày 6 tháng 3 năm 2006, và của Công chúa sa mạc và hải tặc: Cuộc phiêu lưu ở Alabasta vào ngày 7 tháng 3 năm 2007. Một bản chuyển thể tiểu thuyết Episode of Chopper+: Nở vào mùa Đông, bông Sakura diệu kì được phát hành vào ngày 25 tháng 2 năm 2008.

### Artbook và guidebook
5 quyển art book và 5 quyển guidebook cho loạt truyện One Piece đã xuất bản. Quyển artbook đầu tiên, One Piece: Color Walk 1, phát hành vào tháng 6 năm 2001, cũng được Viz Media phát hành bằng tiếng Anh vào ngày 8 tháng 11 năm 2005. Cuốn artbook thứ hai, One Piece: Color Walk 2, được phát hành vào ngày 4 tháng 11 năm 2003; và quyển artbook thứ 3 One Piece: Color Walk 3 – Lion, được phát hành vào ngày 5 tháng 1 năm 2006. Cuốn artbook thứ 4, tựa đề Eagle, được phát hành vào ngày 4 tháng 3 năm 2010, và quyển artbook thứ 5, One Piece: Shark, được phát hành vào ngày 3 tháng 12 năm 2010.
Cuốn guidebook đầu tiên One Piece: Red – Grand Characters được phát hành vào ngày 2 tháng 3 năm 2002. Cuốn thứ 2, One Piece: Blue – Grand Data File, theo sau vào ngày 2 tháng 8 năm 2002. Cuốn guidebook thứ 3, One Piece: Yellow – Grand Elements, được phát hành vào ngày 4 tháng 4 năm 2007, và cuốn thứ 4, One Piece: Green – Secret Pieces, theo sau đó vào ngày 4 tháng 11 năm 2010. Một cuốn guidebook anime, One Piece: Rainbow!, được phát hành vào ngày 1 tháng 5 năm 2007 và bao gồm tám năm đầu tiên của bộ anime truyền hình.

### Truyền thông khác
Các phương tiện truyền thông khác của One Piece bao gồm một trò chơi thẻ sưu tập của Bandai gọi là One Piece CCG và một drama CD tập trung vào nhân vật Nefertari Vivi do Avex Trax phát hành vào ngày 26 tháng 12 năm 2002. Một Chopper lấy cảm hứng từ Hello Kitty đã được sử dụng cho một số sản phẩm là sự hợp tác giữa One Piece và Hello Kitty. Một vở kịch kabuki lấy cảm hứng từ One Piece, Super Kabuki II: One Piece, đã được trình diễn tại Shinbashi Enbujō ở Tokyo trong suốt tháng 10 và tháng 11 năm 2015.
Một sự kiện với tên gọi "One Piece Premier Show" ra mắt tại Universal Studios Japan vào năm 2007. Sự kiện này được tổ chức tại cùng một địa điểm hàng năm kể từ năm 2010. (ngoại trừ năm 2020, khi sự kiện bị hủy do đại dịch COVID-19). Đến năm 2018, sự kiện đã thu hút hơn 1 triệu du khách. Nhà hàng Baratie, được mô phỏng theo nhà hàng cùng tên trong manga, đã mở cửa vào tháng 6 năm 2013 tại trụ sở Fuji Television. Một công viên giải trí trong nhà nằm bên trong Tháp Tokyo có tên là Tháp Tokyo One Piece, bao gồm một số điểm tham quan, cửa hàng và nhà hàng, đã mở cửa vào ngày 13 tháng 3 năm 2015. Từ ngày 25 tháng 4 đến ngày 18 tháng 5 năm 2025, Universal Studios Hollywood sẽ mở điểm tham quan One Piece: Grand Pirate Gathering dựa trên bộ truyện, như một phần của sự kiện Fan Fest Nights.
One Piece là bộ manga đầu tiên tổ chức "Dome Tour", trong đó các sự kiện được tổ chức từ ngày 25 đến 27 tháng 3 năm 2011, tại Kyocera Dome ở Osaka, và từ ngày 27 tháng 4 đến ngày 1 tháng 5 cùng năm tại Tokyo Dome. Năm 2014, triển lãm One Piece đầu tiên tại Hàn Quốc đã được tổ chức tại Đài tưởng niệm chiến tranh Hàn Quốc, và triển lãm thứ hai tại Trung tâm nghệ thuật Hongik Daehango. Vào năm 2015, một cuộc triển lãm trompe-l'œil One Piece đã được tổ chức tại Bảo tàng 3D Hồng Kông.
One Piece on Ice: Episode of Alabaster ra mắt vào ngày 11 tháng 8 năm 2023, tại Yokohama, với sự tham gia của nhà vô địch thế giới đương nhiệm hai lần Shoma Uno trong vai chính Monkey D. Luffy và nhà vô địch thế giới trẻ tuổi Marin Honda trong vai Công chúa Vivi. Các diễn viên khác bao gồm nhà vô địch Four Continents Nobunari Oda, Kazuki Tomono, Keijii Tanaka, Koshiro Shimada, và Rika Hongo.

## Đánh giá

### Doanh số
One Piece là bộ manga bán chạy nhất trong lịch sử; vào năm 2012, Oricon, một công ty Nhật Bản bắt đầu bảng xếp hạng doanh số bán manga thường niên của riêng mình vào năm 2008, đã báo cáo rằng bộ truyện này là bộ truyện đầu tiên bán được 100 triệu bản (công ty không báo cáo số liệu bán hàng trước tháng 4 năm 2008). Bộ truyện đã có hơn 300 triệu bản được phát hành vào tháng 11 năm 2013; tính đến tháng 5 năm 2018, nó đã bán được hơn 440 triệu bản trên toàn thế giới; 460 triệu bản vào tháng 12 năm 2019; 470 triệu bản vào tháng 4 năm 2020; 480 triệu bản được lưu hành tại bốn mươi ba quốc gia trên toàn thế giới vào tháng 2 năm 2021. Tính đến tháng 7 năm 2021, tác phẩm đã đạt 490 triệu bản in trên toàn thế giới. Tính đến tháng 8 năm 2022, bộ manga đã đạt tới 516,566 triệu bản phát hành trên toàn thế giới. Đến năm 2004, doanh số bán lẻ hàng hóa của thương hiệu này đã đạt hơn 1 tỷ đô la tại Nhật Bản.
One Piece là bộ manga bán chạy nhất trong mười một năm liên tiếp từ năm 2008 đến năm 2018. Năm 2019, bộ truyện tranh này không đứng đầu bảng xếp hạng lần đầu tiên sau mười hai năm, xếp thứ hai trong bảng xếp hạng doanh số bán truyện tranh hàng năm với hơn 10,1 triệu bản được bán ra, mặc dù nó vẫn là bộ manga bán chạy nhất theo tập trong năm thứ mười hai liên tiếp. Đây là bộ truyện tranh bán chạy thứ ba trong năm 2020, với hơn 7,7 triệu bản được bán ra, trong khi tập 95–97 là tập manga bán chạy thứ 23–25 trong năm 2020, đứng sau hai mươi hai tập đầu tiên của Demon Slayer: Kimetsu no Yaiba. Năm 2021, đây là bộ manga bán chạy thứ sáu với hơn 7 triệu bản được bán ra, trong khi tập 98, 99 và 100 lần lượt là tập manga bán chạy thứ sáu, thứ tám và thứ chín. Đây là bộ manga bán chạy thứ tư trong năm 2022, với hơn 10,3 triệu bản được bán ra; tập 101–104 nằm trong số 10 tập manga bán chạy nhất trong năm. Đây là bộ truyện tranh bán chạy thứ năm trong nửa đầu năm 2023 (giai đoạn từ tháng 11 năm 2022 đến tháng 5 năm 2023), với hơn 3,5 triệu bản được bán ra, trong khi tập 105 là tập manga bán chạy nhất cùng kỳ; tập 104 đứng thứ mười chín. Các tập 105–107 nằm trong số những tập manga bán chạy nhất năm 2023. Tập 108 là tập manga đầu tiên có doanh số in cao nhất của Shueisha trong giai đoạn 2023–2024 (giai đoạn từ tháng 4 năm 2023 đến tháng 3 năm 2024), với 3,2 triệu bản được in.
Từng tập riêng lẻ của One Piece đã phá vỡ kỷ lục xuất bản và doanh số bán hàng tại Nhật Bản. Năm 2009, tập thứ 56 đã có 2,85 triệu bản in, là số lượng bản in ban đầu cao nhất của bất kỳ bộ manga nào vào thời điểm đó. Tập thứ 57 đã có 3 triệu bản in vào năm 2010, một kỷ lục đã bị phá vỡ nhiều lần bởi các tập tiếp theo. Tập thứ 60 có số lượng bản in đầu tiên là 3,4 triệu bản và là cuốn sách đầu tiên bán được hơn hai triệu bản trong tuần đầu tiên trên bảng xếp hạng sách Oricon, và sau đó trở thành cuốn sách đầu tiên bán được hơn ba triệu bản trong lịch sử của Oricon. Năm 2012, tập 67 đã có số lượng bản in đầu tiên là 4,05 triệu bản, giữ kỷ lục là tập có số lượng bản in đầu tiên cao nhất. One Piece là bộ manga duy nhất có số lượng bản in ban đầu trên 3 triệu bản liên tục trong hơn mười năm. Vào tháng 5 năm 2023, có báo cáo rằng mỗi tập trong tổng số 105 tập được xuất bản cho đến thời điểm đó đã bán được hơn 1 triệu bản. Ngoài ra, One Piece là tác phẩm duy nhất có số tập truyện đứng đầu bảng xếp hạng truyện tranh hàng tuần của Oricon kể từ năm 2008.
One Piece cũng bán chạy ở Bắc Mỹ, lọt vào danh sách truyện tranh bán chạy nhất của Publishers Weekly trong tháng 4/tháng 5 năm 2007 và nhiều lần trên Danh sách manga bán chạy nhất theo The New York Times Manga Best Seller list. Trong danh sách 25 tác phẩm Manga hàng đầu mùa thu năm 2008 tại Bắc Mỹ của ICv2, được biên soạn thông qua các cuộc phỏng vấn với các nhà bán lẻ và nhà phân phối, Danh sách 20 tác phẩm tiểu thuyết đồ họa hàng đầu của Nielsen BookScan và phân tích riêng của ICv2 về thông tin do Diamond Comic Distributors cung cấp, One Piece đứng ở vị trí thứ mười lăm. Bộ truyện đã vươn lên vị trí thứ hai trong danh sách 25 tác phẩm Manga hàng đầu quý 3 năm 2010. Đến tháng 8 năm 2022, bộ manga đã bán được 2,9 triệu bản in ở Bắc Mỹ (bao gồm cả các tập đơn lẻ và phiên bản tổng hợp).
Ở Pháp, One Piece là bộ manga bán chạy nhất kể từ năm 2011, với hơn 31,80 triệu bản được bán ra tính đến tháng 8 năm 2022. Bộ truyện tranh này rất được ưa chuộng ở quốc gia này, riêng doanh số bán ra đã chiếm tới 8,5% thị trường truyện tranh Pháp vào năm 2021. Tập đầu tiên đã bán được hơn 1 triệu bản tại Pháp vào tháng 7 năm 2021. Tập thứ 100 là một trong những tập manga có doanh số in ấn ban đầu lớn nhất từ trước đến nay trên thị trường Pháp, bán được 131.270 bản chỉ trong ba ngày, trở thành tập manga bán chạy nhất trong một tuần tại quốc gia này. Bộ truyện tranh đã bán được 6.011.536 bản vào năm 2021. Con số này chiếm gần 20% tổng doanh số bán hàng trên toàn quốc; gần 1/5 số tập của bộ truyện được bán ra trong năm đó.
Tại Ý, One Piece đã có 18 triệu bản được lưu hành vào tháng 4 năm 2021. chiếm khoảng 22,5% thị trường bên ngoài Nhật Bản. Vào tháng 9 năm 2021, phiên bản giới hạn của tập thứ chín mươi tám đã đứng đầu bảng xếp hạng sách bán chạy nhất hàng tuần, đánh dấu lần đầu tiên một bộ manga đạt được thành tích như vậy.
Ở Đức, One Piece là bộ manga bán chạy thứ hai sau Dragon Ball. Bộ manga này đã bán được 6,7 triệu bản tại quốc gia này.

### Phản ứng quan trọng
Allen Divers của Anime News Network bình luận vào năm 2003 rằng phong cách nghệ thuật mà One Piece sử dụng "ban đầu có vẻ rất hoạt hình với nhiều thiết kế nhân vật cho thấy ảnh hưởng nhiều hơn từ Bắc Mỹ so với nguồn gốc Nhật Bản", đồng thời nói thêm rằng "tác phẩm nghệ thuật và bối cảnh có vẻ vượt thời gian trong cách trình bày". Ông cũng lưu ý rằng ảnh hưởng của Akira Toriyama (Dragon Ball) thể hiện rõ trong phong cách viết của Oda với "những trận chiến hoành tráng xen lẫn nhiều yếu tố hài hước" và rằng, trong One Piece, ông "có thể chia sẻ một câu chuyện phong phú mà không bị sa lầy vào những cốt truyện quá phức tạp". Rebecca Silverman của cùng trang web này cho biết một trong những điểm mạnh của bộ truyện là "kết hợp hành động, hài hước và yếu tố nặng nề với nhau" và khen ngợi phần nghệ thuật, nhưng cũng nói rằng các khung hình có thể quá dày đặc khiến người đọc khó đọc. Trang web activeAnime mô tả tác phẩm nghệ thuật trong One Piece là "thật kỳ quặc và đầy biểu cảm". Mario Vuk từ Splash Comics nhận xét rằng phong cách nghệ thuật "sáng sủa và năng động" của Oda phù hợp với bầu không khí "vui nhộn và thú vị" của câu chuyện. Isaiah Colbert của Kotaku gọi One Piece là một "kiệt tác", nhấn mạnh vào cách xây dựng nhân vật, xây dựng thế giới và sự cân bằng giữa "chủ đề vui nhộn và nghiêm túc" của Oda. Dale Bashir của IGN đã viết rằng One Piece tập trung nhiều hơn vào việc xây dựng thế giới, phiêu lưu và ý nghĩa của sự tự do thay vì "cuộc chiến shonen thường thấy" từ các bộ truyện như Dragon Ball và Naruto. Bashir kết luận: "Mặc dù không phải ai cũng muốn đi xa đến vậy cho một loạt truyện thậm chí còn chưa hoàn thành, nhưng hãy tin tôi khi tôi nói rằng nó chắc chắn đáng giá."
EX Media ca ngợi nghệ thuật của Oda vì những bức tranh đơn sắc "sắc nét", "sử dụng tuyệt vời những thay đổi sắc thái tinh tế" trên các trang màu, "đôi khi tinh tế" trong việc sử dụng góc độ và tính nhất quán của nó. Shaenon K. Garrity, người đã biên tập bộ truyện cho tiếng Anh Shonen Jump, cho biết rằng, trong khi làm như vậy, sự kinh ngạc của cô đối với nghề thủ công của Oda ngày càng tăng. Cô nói rằng "ông ấy có sự thành thạo tự nhiên, vui tươi về định dạng manga hàng tuần thường hạn chế", lưu ý rằng "những điều thú vị [đang] diễn ra sâu trong cấu trúc tường thuật", và khuyên "hãy theo dõi các tập sau để xem nghệ thuật trở nên điên rồ và Peter Max như thế nào". Nhà văn Jarred Pine của Mania Entertainment bình luận: "One Piece là một câu chuyện phiêu lưu thú vị, với dàn diễn viên đang tiếp tục phát triển, với hành động tuyệt vời và kịch tính về nhân vật." Ông khen ngợi tác phẩm nghệ thuật của Oda là "giàu trí tưởng tượng và sáng tạo" và bình luận rằng "trí tưởng tượng của Oda chỉ tràn ngập tất cả các khung". Ông cũng lưu ý rằng "tác phẩm khung của Oda [...] có nhiều góc nhìn và chỉ đạo thú vị, đặc biệt là trong các cảnh hành động bùng nổ luôn gây sốt".
Vào tháng 3 năm 2021, tác giả của Mobile Suit Gundam, Yoshiyuki Tomino, đã nói trong cuộc phỏng vấn của mình rằng One Piece là "manga duy nhất đáng tin cậy". Ông khen ngợi manga này, bình luận rằng: "Dù vậy, chúng tôi vẫn đang làm việc trong cùng một studio và tôi đã thấy các bảng phân cảnh gần máy photocopy. Không giống như của tôi, những bảng phân cảnh đó rất hay. Nhưng, bạn biết đấy, trong số những manga nổi tiếng, có những manga có hình ảnh rất đẹp và những manga có hình ảnh tệ, nhưng vẫn thú vị. Và tôi không tin tưởng manga có hình ảnh rất đẹp trừ khi đó là One Piece.
Sau khi phát hành tập thứ một trăm, tổng biên tập của Weekly Shonen Jump, Hiroyuki Nakano, đã giải thích cách One Piece thay đổi lịch sử manga và cách tạo ra nó. Nakano nói rằng Weekly Shonen Jump là "một trò chơi có mức độ phổ biến hàng tuần", và trước One Piece, ông đã nhắm đến một điều gì đó "thú vị trong tuần này mà không nghĩ đến tuần tiếp theo"; tuy nhiên, bộ truyện đã đạt được mức độ phổ biến áp đảo do phong cách của nó bao gồm một khái niệm cốt truyện và những gợi ý chi tiết, đồng thời nói thêm rằng bộ truyện đã có tác động rất lớn đến các bộ truyện khác. Nakano ca ngợi Oda vì "niềm đam mê, tài năng và sức mạnh to lớn" của ông và "ý chí kiên định" của ông để truyền tải một câu chuyện đến các bé trai và bé gái, nói thêm rằng ông đã vượt xa mong đợi của độc giả, với niềm tin rằng "đừng lừa dối người đọc" và "có điều gì đó thú vị ở phía trước".

### Giải thưởng và khen thưởng
One Piece được đề cử cho Giải Manga Kodansha lần thứ 23 hạng mục shōnen năm 1999. Nó đã lọt vào vòng chung kết Giải thưởng Văn hóa Tezuka Osamu ba lần liên tiếp từ năm 2000 đến năm 2002, với số lượng đề cử của người hâm mộ cao nhất trong hai năm đầu tiên. Bộ manga này đã được đề cử cho giải Bộ truyện tranh được yêu thích nhất tại Giải thưởng truyện tranh năm 2009 của Tạp chí Nickelodeon. Năm 2012, bộ truyện đã giành được Giải thưởng lớn Hiệp hội họa sĩ truyện tranh Nhật Bản lần thứ 41, cùng với Neko Darake của Kimuchi Yokoyama. Năm 2014, bộ truyện đã nhận được Huy chương Vàng của Giải thưởng quảng cáo Yomiuri lần thứ 18. Nó cũng đã giành được Giải thưởng Quảng cáo Báo chí lần thứ 34 ở hạng mục Quảng cáo và Giải thưởng Dentsu Quảng cáo lần thứ 67 trong hạng mục Lập kế hoạch Quảng cáo Báo chí.
Tập thứ 46 của One Piece là bộ manga hay nhất năm 2007, theo Ủy ban hành động Sách Nhật Bản của năm của Oricon. Bộ truyện được các nhà phê bình từ About.com, Anime News Network và ComicsAlliance bình chọn là một trong những bộ manga hay nhất dành cho mọi lứa tuổi/thanh thiếu niên vào năm 2011. Bộ truyện đã được xếp hạng trong danh sách "Sách của năm" của tạp chí Da Vinci của Media Factory, nơi có sự tham gia của các nhà phê bình sách chuyên nghiệp, nhân viên hiệu sách và độc giả Da Vinci; nó được xếp hạng thứ năm vào năm 2011; thứ hai năm 2012; thứ ba năm 2013; thứ hai năm 2014, 2015 và 2016; thứ ba năm 2017 và 2018; thứ hai năm 2019; thứ ba năm 2020 và 2021; thứ hai năm 2022; thứ ba năm 2023; và thứ mười bốn năm 2024. Truyện được xếp hạng thứ tám trong danh sách manga hay nhất dành cho độc giả nam của tạp chí Kono Manga ga Sugoi! năm 2023 của Takarajimasha.
Bản dịch tiếng Đức của bộ manga đã giành được Giải thưởng Sondermann ở hạng mục truyện tranh quốc tế vào năm 2005. Bộ truyện đã nhận được giải thưởng cho tập thứ 44 vào năm 2008 và tập thứ 48 năm 2009. One Piece đã giành giải thưởng Grand Prix Anime & Manga lần thứ 19 của AnimeLand ở hạng mục "Shōnen kinh điển hay nhất" vào năm 2012.
Trong một cuộc thăm dò do Oricon thực hiện vào năm 2008 về "bộ manga cảm xúc nhất từ trước đến nay", One Piece đứng đầu ở cả hạng mục dành cho nam và nữ. Trong một cuộc thăm dò khác năm 2008 của Oricon, thanh thiếu niên Nhật Bản đã bình chọn đây là bộ manga thú vị nhất. Trên cổng thông tin anime và manga của Tencent, One Piece được xếp hạng đầu tiên trong cuộc bình chọn "manga phải đọc dành cho thế hệ trẻ ở Trung Quốc". Trong một cuộc thăm dò do eBookJapan thực hiện năm 2014 về "truyện tranh manga mà trẻ em muốn đọc" cho "Ngày đọc sách của trẻ em" do Bộ Giáo dục, Văn hóa, Thể thao, Khoa học và Công nghệ tổ chức, bộ truyện này cũng được xếp hạng nhất.
Vào ngày 15 tháng 6 năm 2015, có thông báo rằng Eiichiro Oda và One Piece đã lập Sách Kỷ lục Guinness về "Số bản sao được xuất bản nhiều nhất cho cùng một bộ truyện tranh của một tác giả duy nhất" với 320.866.000 bản được in trên toàn thế giới vào tháng 12 năm 2014; nó đã cập nhật kỷ lục vào ngày 4 tháng 8 năm 2022, khi nó đạt hơn 500 triệu bản được lưu hành trên toàn thế giới ở cả bản in và bản kỹ thuật số (416.566.000 tại Nhật Bản và 100 triệu bản tại 60 quốc gia và vùng lãnh thổ bên ngoài Nhật Bản). Bộ truyện được xếp hạng thứ tư trong hạng mục Truyện tranh hay nhất mọi thời đại của Giải thưởng truyện tranh Tsutaya lần thứ nhất năm 2017. Năm 2021, TV Asahi đã công bố kết quả cuộc bình chọn "Manga General Election" trong đó 150.000 người đã bình chọn cho "Manga được yêu thích nhất", One Piece đứng đầu danh sách.
Năm 2014, sự kiện "One Piece Premiere Summer" đã nhận được giải thưởng "Sản xuất tổng thể xuất sắc nhất" từ Hiệp hội quốc tế các công viên giải trí và điểm tham quan.

### Ảnh hưởng văn hóa
Là một phần của nỗ lực giúp đỡ Kumamoto phục hồi sau trận động đất năm 2016, Oda đã giúp dựng 10 bức tượng của băng hải tặc Mũ Rơm quanh tỉnh. Luffy là bức tượng đầu tiên được khánh thành trước Văn phòng Chính quyền Tỉnh Kumamoto vào ngày 30 tháng 11 năm 2018. Jinbe là bức tượng cuối cùng, được khánh thành tại Công viên Sumiyoshi Kaigan vào ngày 23 tháng 7 năm 2022.
Tại Thế vận hội Mùa hè 2020, vận động viên người Hy Lạp Miltiadis Tentoglou thực hiện tư thế "Gear Second" trước khi giành huy chương vàng ở nội dung nhảy xa nam. Một gen trong ruồi giấm (Drosophila melanogaster) được đặt tên là "Baramicin", một phần lấy cảm hứng từ nhân vật Buggy trong One Piece. Gen này mã hóa một loại protein được chia thành nhiều phần. Một chi amip di chúc đã được đặt tên Alabasta, một phần ám chỉ đến Vương quốc Alabasta trong One Piece, còn được gọi là Vương quốc Cát, một vương quốc sa mạc nằm trên Đảo Sandy ở vùng Thiên Đường. Đội bóng chày Boston Red Sox đã tổ chức một đêm theo chủ đề One Piece vào tháng 8 năm 2024 và dự kiến sẽ tổ chức một đêm khác vào tháng 5 năm 2025. Trong suốt mùa giải 2024–25 của họ, đội bóng rổ Los Angeles Lakers cũng đã có một sự kiện đêm hợp tác với One Piece.